# Velma (keresztnév)
A Velma német eredetű női név, jelentése: erős akaratú, védelmező. A Velma név Magyarországon nem anyaköznyvezhető. Rokon nevek: Vella, Vilhelma, Vilhelmina

## Névnapok
- április 28.

## Híres Velmák
- Velma Dinkley, rajzfilmhős a Scooby-Dooban
- Velma Middleton, jazzénekesnő, sokszor szerepelt Louis Armstronggal
- Velma Kelly, musicalszínésznő, szerepelt a Chicagóban
- Velma Barfield, sorozatgyilkos, az első halálra ítélt nő Amerikában a halálbüntetés visszaállítása után
- Velma Wallis bestseller regényíró